# Typ CL 18
Der Mehrzweckschiffstyp CL 18  der Howaldtswerke in Kiel wurde in vier Einheiten gebaut.

## Geschichte
Die Baureihe wurde Ende der 1970er Jahre von der Howaldtswerke-Deutsche Werft konzipiert und in den Jahren 1978/79 viermal gebaut. Die Schiffe der Baureihe wurde von den Hamburger Reedereien F. A. Detjen und Bugsier-, Reederei- und Bergungsgesellschaft geordert. Der Name des Schiffstyps leitet sich von den Kürzeln "CL" für Containerliner und "18" für 18.000 Tonnen Tragfähigkeit ab. Die Schiffe haben drei Luken, die mit hydraulischen Faltlukendeckeln verschlossen werden. Den Wünschen der Auftraggeber entsprechend wurden innerhalb der Bauserie Velle- oder Stülcken-Ladegeschirre, Kräne und verschiedene Zweitakt-Diesel-Hauptmotoren (MAN 6SZ70/125 BL oder Sulzer 6RND68M) verwendet. Außer zum Transport von Containern waren die Schiffe auch für Stückgüter und trockene Massengutladungen geeignet.
Mit der Mosel begann am 2. Juli 1983 der Containerumschlag in Bluff (Neuseeland).

## Die Schiffe (Auswahl)
| Howaldtswerke Typ CL 18      | Howaldtswerke Typ CL 18 | Howaldtswerke Typ CL 18 | Howaldtswerke Typ CL 18 | Howaldtswerke Typ CL 18 |
| Bauname                      | Bau-Nummer IMO-Nummer   | Ablieferung             | Auftraggeber            | Spätere Namen und Verbleib |
| ---------------------------- | ----------------------- | ----------------------- | ----------------------- | --- |
| Mosel                        | 129/ 7720879            | 1978                    | F. A. Detjen            | 1988 Jetty, 1988 Ondra, 1989 Trade Expansion, 1995 Kota Berjaya, 2007 Trans, ab 19. Dezember 2008 in Sachana abgebrochen |
| Ostfriesland                 | 137/ 7720893            | 1978                    | Bugsier                 | 1980 S.A. Ostfriesland, 1981 Ostfriesland, 1984 Hodeidah Crown, 1985 Ostfriesland, 1996 Kota Selamat, 1997 Ostfriesland, 2001 X-Press Annapurna, 2001 Ostfriesland, 2005 X Press Nuptse, 2006 Ostfriesland, Pheafan, ab 8. Oktober 2010 verschrottet |
| Elbe                         | 130/ 7720881            | 1979                    | F. A. Detjen            | 1986 Elbe-D., 1988 Marland, 1991 WEC Rotterdam, 1991 Marland, 1991 CMB Ensign, 1994 Ensign, 1995 CMBT Ensign, 1996 Ensign, 1997 Jutha Parichart, 2000 X-Press Dhaulagiri, 2002 Jutha Parichart, 2003 Sin Chon, 2012 noch in Fahrt                    |
| Elbeland                     | 138/ 7720908            | 1979                    | Bugsier                 | 1980 S.A. Elbeland, 1984 Lloyd California, 1988 Dock Express Virginia, 1989 Silver Express , 1995 Maria R, 2001 Delmas Protea, 2003 Pioneer, am 30. August 2003 zum Abbruch in Alang eingetroffen                                                    |
| Daten: Equasis, grosstonnage |                         |                         |                         | |